# Tommaso del Garbo
Tommaso del Garbo (auch: Thomas de Garbo); (* ca. 1305 in Florenz; † 1370 ebenda) war Professor der Medizin in Perugia und Bologna.
Sein Vater ist Dino del Garbo. Er war befreundet mit Francesco Petrarca.